# Törpe-farkincásboglárka
A törpe-farkincásboglárka (Satyrium acaciae) a boglárkalepke-félék családjába tartozó, Európában és Nyugat-Ázsiában honos lepkefaj. Egyéb elnevezései: akác-csücsköslepke, akáclepke, kis farkosboglárka.

## Megjelenése
A törpe-farkincásboglárka szárnyfesztávolsága 2,5–3,0 cm. Szárnyainak felső oldala mindkét nem esetében egyöntetűen sötétbarna. Szárnyainak fonákja világosabb barna, mindkét szárnyon vékony, fehér, ívelt, nagyjából egyenes lefutású harántvonal húzódik végig. A hátsó szárnyak peremén fekete felső szegélyű, narancssárga foltsor húzódik (ezek legerősebb foltjai a szárny felső oldalára is átütnek), amely a nőstény esetében sötét árnyék formájában folytatódik az elülső szárny szélén is. A hátsó szárnyak külső oldalán kis kinövés (ún. farkinca) látható. A nőstény potrohvégén nincs szőrpamacs. 
Nem különösebben változékony, a hátsó szárny szegélyfoltsorának kiterjedtsége, intenzitása lehet változó.
Petéje kerek, fehér, felszíne sűrűn gödörkés. 
Hernyója világoszöld, hátán két vékony, sárgás csíkkal. 

### Hasonló fajok
Hasonlíthat hozzá a tölgy-farkincásboglárka, a kökény-farkincásboglárka, a w-betűs farkincásboglárka, a szilva-farkincásboglárka, a tölgyfa-csücsköslepke, vagy a nyírfa-csücsköslepke.

## Elterjedése
Európában (észak kivételével), Dél-Oroszországban és Nyugat-Ázsiában (Kis-Ázsia, Kaukázus) honos. Magyarországon mindenütt előfordul, az Alföld déli-délkeleti részét kivéve gyakori. 

## Életmódja
Kökény- és galagonyabokros legelők, ritkás karsztbokorerdők, tölgyerdők szélének és tisztásainak lepkéje. Sík- és dombvidékeken gyakoribb.     
Évente egy generációja repül május végétől július közepéig. A hímek territóriumot tartanak, azt a kihajló ágvégekről ellenőrzik. A nőstények inkább a lombkoronaszintben repülnek. A kifejlett lepkék főleg kakukkfű, cickafark, pipitér, bodza virágain szívogatják a nektárt. A nőstény kökénybokrokra (Dél-Európában a Prunus nemzetség más fajaira is) petézik, hernyója annak leveleivel táplálkozik (nevével ellentétben akácon nem él). A pete (illetve ki nem kelt hernyója) áttelel, a kikelő hernyó május közepére fejlődik ki teljesen, majd bebábozódik.  

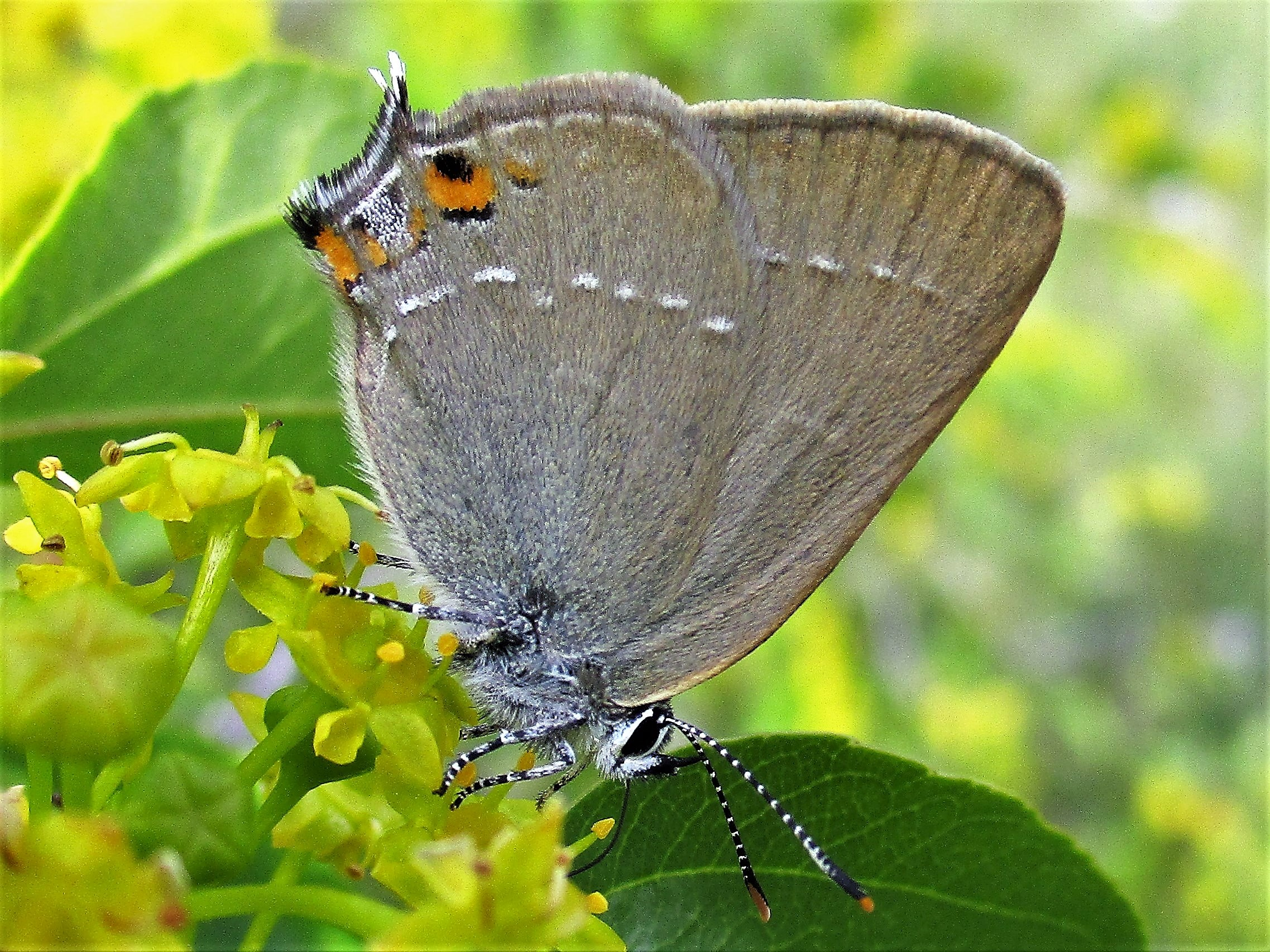
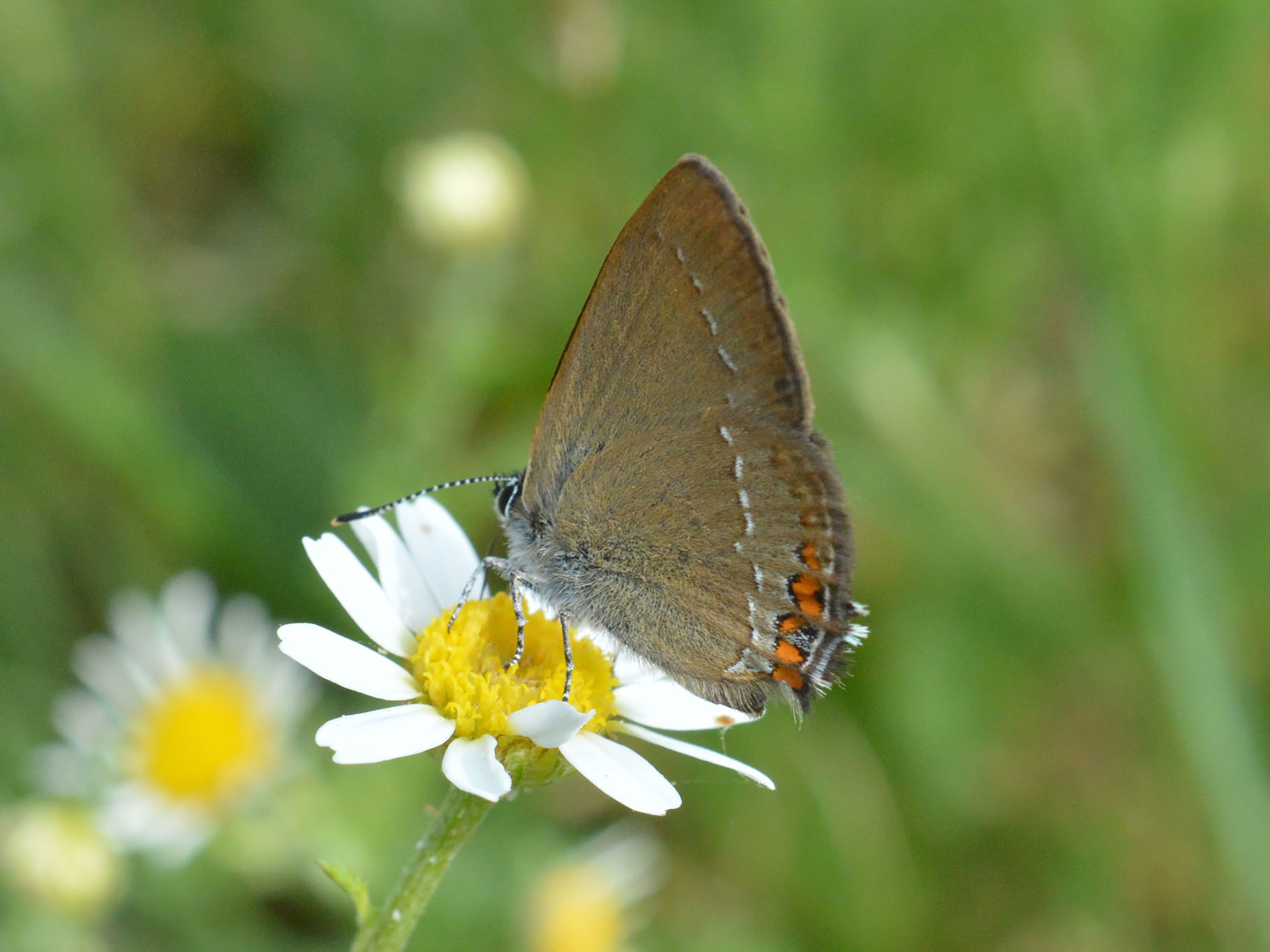
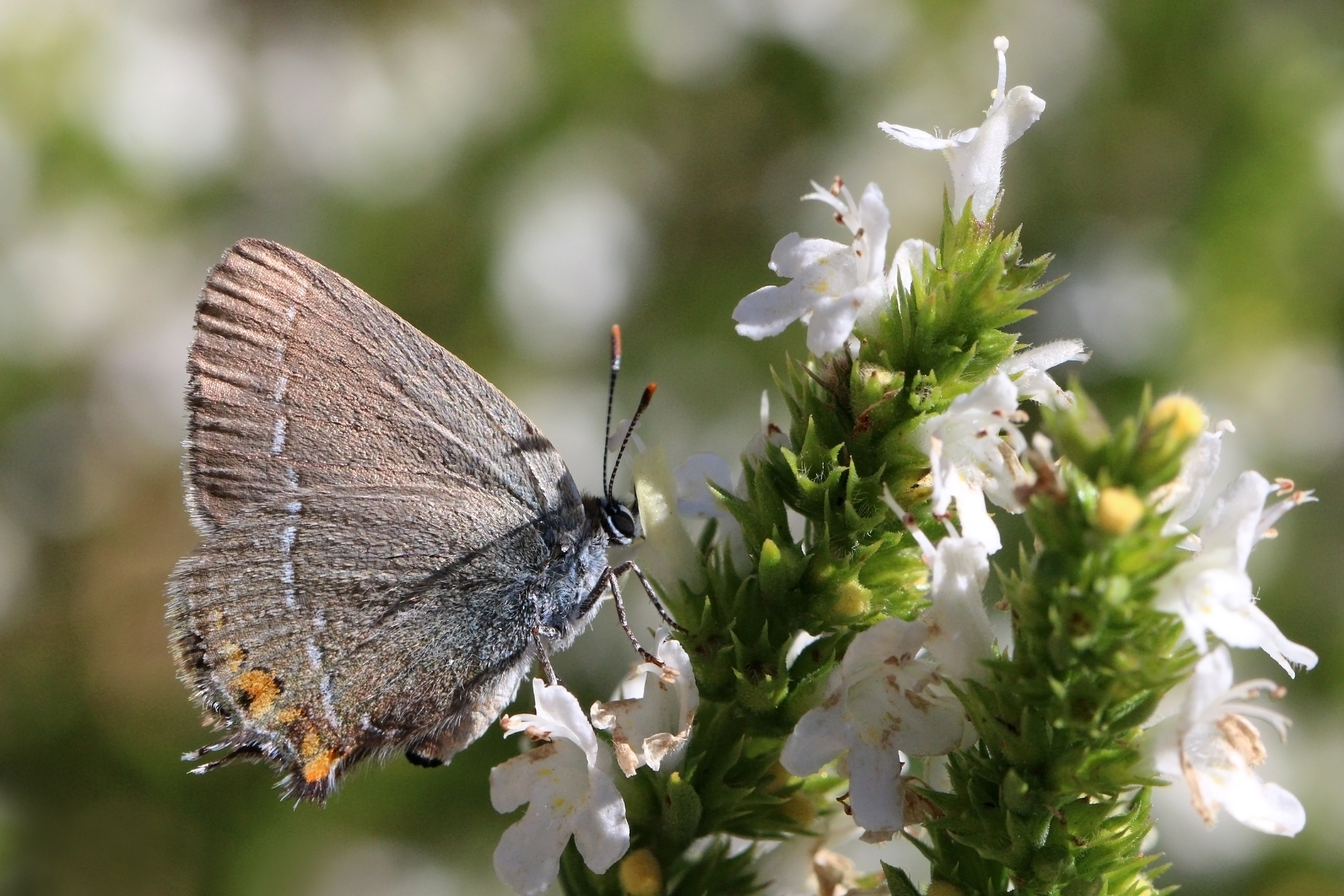
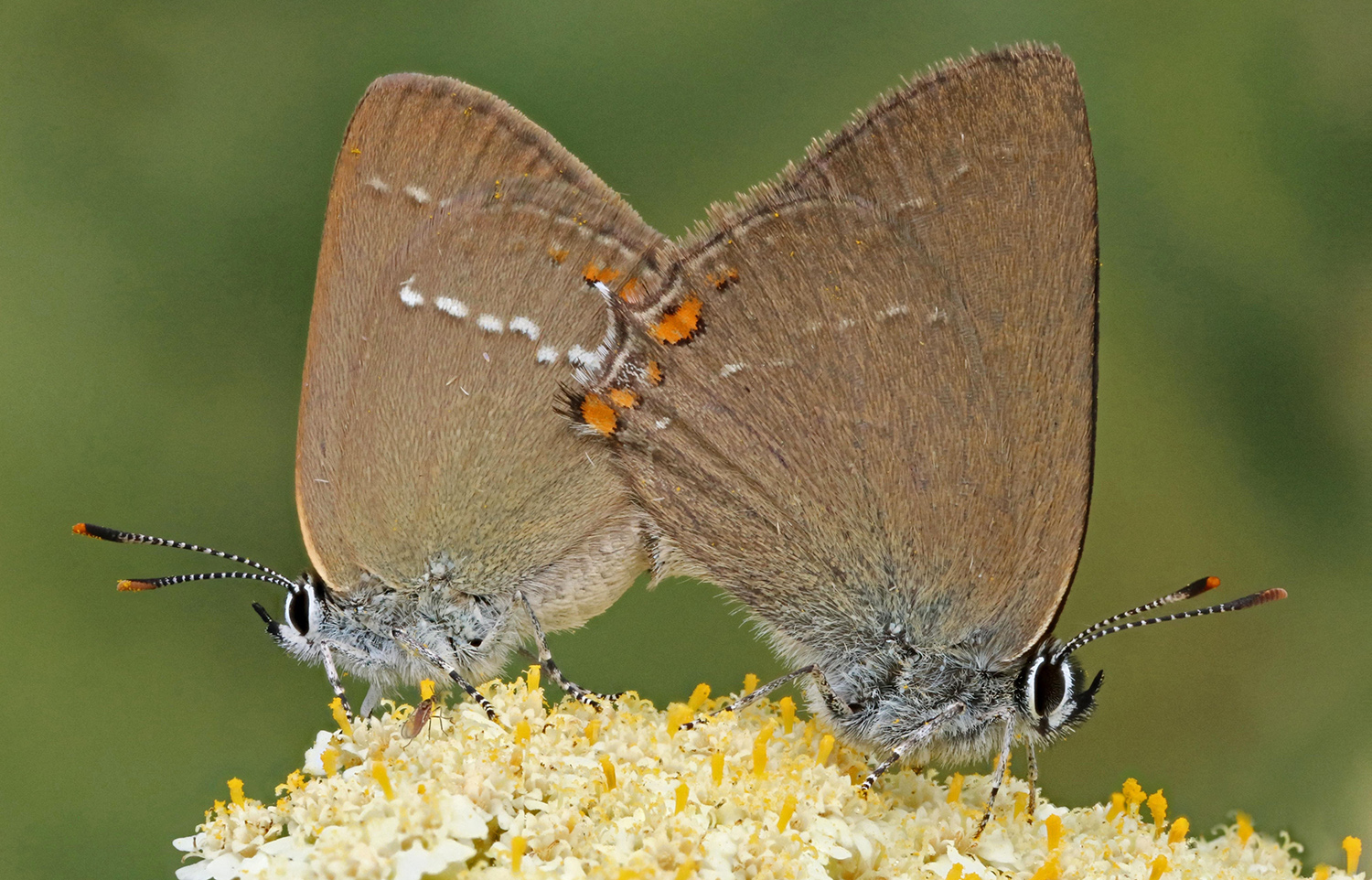

Magyarországon nem védett.